# التلال القديمة لجردكوه
التلال القديمة لجردكوه (الفارسية: تپه باستان گردکوه) تتكون من ثلاثة تلال، يبلغ ارتفاعها 26 متراً. تاريخها قدّر ليعود إلى العصر الحديدي. تقع التلال في القائم شهر في محافظة مازندران . تم العثور على قبر عمره 4500 عام بالإضافة إلى أطباق المائدة المتعلقة بالإمبراطورية الفرثية والإمبراطورية الساسانية . هناك أدلة على أن التلال في وقت الإمبراطورية الساسانية الفتح الإسلامي لفارس كانت جزءًا من القلعة.

## روابط خارجية
- رابط الفيديو
- مقالة ويكيبيديا الفارسية